# Shinee World III
Shinee World III es una gira musical de la banda surcoreana SHINee. El 29 de enero de 2014 SM Entertainment reveló que SHINee se reuniría de nuevo con sus fanes a través de un comunicado en su página se reunirían en el The 3rd concert SHINee World III (SHINee CONCERT SHINee WORLD III) en el Olympic Gymnastics Arena en Seúl el 8 y 9 de marzo.
El 5 de marzo de 2014 se anuncia que SHINee realizará su primera gira de conciertos en América desde su debut. En abril, visitarán México, Chile y Argentina como parte de su tercera gira de conciertos SHINee World III. Comenzarán en México en Arena Ciudad de México el 4 de abril después en el Movistar Arena en Chile el 6 de abril, y luego terminaron en el Luna Park Arena en Buenos Aires, Argentina, el 8 de abril.

## Concierto
- SEÚL

Los chicos llevaron a cabo el primer concierto de su tour "SHINee World III" en Seúl el 8 y 9 de marzo ante una audiencia de 25.000 fanes. 
SHINee realizó un total de 29 canciones, incluyendo éxitos, como "Juliette", "Lucifer", "Ring Ding Dong", "Sherlock", y las versiones coreanas de singles japoneses, por ejemplo, "3 2 1" y otros.
- MÉXICO

En México los chicos cantaron en la Arena Ciudad de México ante más de 8.500 fanes.
Los chicos cantaron éxitos como, "Replay", "Juliette", "Lucifer", y "Ring Ding Dong". Los chicos también prepararon un número especial "Macarena" para sus fanes. En general, se presentaron un total de 25 canciones.
- CHILE

SHINee realizó su concierto el 6 de abril en Santiago de Chile, reuniendo alrededor de 9.000 aficionados en el Movistar Arena. 
Como era el primer concierto en solitario de SHINee en Chile, los fanes esperaron en la calle de la Arena una noche antes de la actuación. 
SHINee realizó más de 25 canciones en el concierto, incluyendo Dream Girl, Ring Ding Dong, Everybody y la Macarena especialmente preparado para sus fanes. 
Los aficionados también prepararon un evento especial para la primera visita de SHINee a Chile, con carteles que decían: "¡Feliz cumpleaños Kim Jong Hyun" junto con globos de colores durante la actuación de Colorful. 
- ARGENTINA

El concierto en Argentina se llevó a cabo el 8 de abril en el Luna Park Arena, donde el grupo canto más de 25 canciones, incluyendo Juliette, Lucifer, Dream Girl, Everybody, así como Macarena especialmente preparada para los casi 8.500 fanes. 
Los aficionados cantaron las canciones durante toda la representación y prepararon un pastel que decía, "Feliz Cumpleaños Jonghyun" para celebrar el cumpleaños de Jonghyun.

## Lista de canciones
| Seúl, Corea del Sur |
| --- |
| - "SHINee Intro" - "Spoiler" - "Evil" - "Nightmare" - "Juliette" - "Lucifer" - "Like a Fire" - "Dream Girl" - "Hitchhiking" - "Girls Girls Girls" - "Queen of New York" - "Aside" - "Sleepless Night" - "Orgel" - "Symptoms" - "Kiss Yo" - "Start" - "Dazzling Girl" - "Real" - "3 2 1" - "Destination" - "Dynamite" - "Ring Ding Dong" - "Amigo" - "Everybody" - "Selene 6.23" - "Sherlock" - "Why So Serious?" - "Colorful" - "Green Rain" |

## Fechas
| Asia                |                  |               |                                         |
| 8 de marzo de 2014  | Seúl             | Corea del Sur | Olympic Gymnastics Arena                |
| 9 de marzo de 2014  | Seúl             | Corea del Sur | Olympic Gymnastics Arena                |
| Norteamérica        |                  |               |                                         |
| 4 de abril de 2014  | Ciudad de México | México        | Arena Ciudad de México                  |
| Sudamérica          |                  |               |                                         |
| 6 de abril de 2014  | Santiago         | Chile         | Movistar Arena                          |
| 8 de abril de 2014  | Buenos Aires     | Argentina     | Luna Park                               |
| Asia                |                  |               |                                         |
| 11 de mayo de 2014  | Taipéi           | Taiwán        | Xinzhuang Gymnasium                     |
| 1 de junio de 2014  | Shanghái         | China         | Shanghai Indoor Stadium                 |
| 22 de junio de 2014 | Yakarta          | Indonesia     | Mata Elang International Stadium (MEIS) |

## Recaudaciones
| Lugar                                   | Ciudad           | Entradas vendidas/disponibles | Recaudación |
| --------------------------------------- | ---------------- | ----------------------------- | ----------- |
| Olympic Gymnastics Arena                | Seúl             | 25 792 / 25 792 (100%)        | $2 952 828  |
| Arena Ciudad de México                  | Ciudad de México | 8 697 / 8 697 (100%)          | $1 135 955  |
| Luna Park                               | Buenos Aires     | 8 469 / 8 469 (100%)          | $1 075 193  |
| Movistar Arena                          | Santiago         | 8 911 / 8 911 (100%)          | $1 157 325  |
| Xinzhuang Gymnasium                     | Taipéi           | 8 227 / 8 227 (100%)          | $1 082 201  |
| Shanghai Indoor Stadium                 | Shanghái         | 10 836 / 10 836 (100%)        | $1 405 860  |
| Mata Elang International Stadium (MEIS) | Yakarta          | 11 754 / 11 754 (100%)        | $1 512 931  |
| TOTAL                                   | TOTAL            | 82 686 / 82 686 (100%)        | $10 322 293 |

## Personal
Organizador: SM Entertainment
Promotor: Dream Maker Entercom